# Gonomyia novocaledoniae
Gonomyia novocaledoniae là một loài ruồi trong họ Limoniidae. Chúng phân bố ở miền Australasia.